# Сам Бит
Сам Бит (англ. Sam Bith; 1933? — 15 февраля 2008) — полевой командир Красных кхмеров, бывший заместитель Та Мока. Осужден за вооруженное нападение на пассажирский поезд 24 июля 1994 года.

## Биография
Родился в 1933 году, имел смешанное кхмерко-китайское происхождение. 26 июля 1994 года отряд под его командованием совершил вооруженное нападение на пассажирский поезд. По меньшей мере 10 пассажиров были убиты Красными кхмерами. Выжившие были взяты в плен и доставлены на базу Красных кхмеров в провинции Кампот. Спустя три месяца после нападения они были убиты, переговоры с правительством Камбоджи по их выкупу провалились.